# Sultanzâde İshak Bey
Sultanzâde İshak Bey fou amir o beg (bey) de la dinastia dels Karaman-oğhlu o Karamanoğulları, sovint anomenada també karamànida o dels karamànides. Era fill de Damad II İbrahim Bey i fou designat hereu pel seu pare, però abans de la mort d'aquest, aprofitant que estava greument malalt, un altre fill, Sultanzâde Pîr Ahmed Bey, va donar un cop d'estat amb suport de molts amirs de la zona de Konya, i va agafar el poder. Ishak i el seu pare van fugir a la fortalesa de Geveli, propera a Konya, però Ibrahim va morir abans d'arribar-hi.
Pir Ahmed va fer un pacte amb Ishak i es van repartir l'estat: Pir Ahmed rebia la major part amb Konya de capital, i Ishak tindria el Iç-Il amb Silifke de capital. Ishak però no estava satisfet i amb l'ajut d'Uzun Hasan dels aq qoyunlu, va expulsar de Konya al seu germanastre (avançat 1464 o principis de 1465); aquest es va refugiar amb l'otomà Mehmet II que li va cedir un contingent amb el qual va derrotar Ishak i va recuperar el poder (1465) incloent Silifke. Ishak es va refugiar amb Uzun Hasan però va morir el mateix 1465. Va deixar possiblement un fill de nom Ibrahim.